# Castello di Sperlinga
Il castello di Sperlinga è un castello medievale costruito sulla roccia che domina la cittadina di Sperlinga in provincia di Enna, scavato nella roccia arenaria, ricavato da un unico monolite sopra grotte di templi sacre che risalgono a 4.000 anni fa. È dotato di una particolare edificazione nella roccia arenaria.

## Storia
(Iscrizione nel castello, riferita ai Vespri Siciliani)
Il basamento rupestre del castello (dal greco "Spelaìon" poi latinizzato in "Spelunca" ovvero grotta) fu strutturato dalle popolazioni indigene sicule, in cui le grotte scavate nella roccia, venivano utilizzate come sepolcri.
Sperlinga divenne sede di una ampia comunità di Longobardi che arrivano in Sicilia dal Nord Italia nel XII secolo, lombarde, ancora oggi infatti la lingua locale è un particolare dialetto detto "gallo-italico".
L'inizio dell'edificazione si fa risalire tra la fine dell'XI secolo e l'inizio del XII, sotto i normanni. I primi documenti sull'esistenza del borgo e del suo Castello sono del 1080.
Lo storico Michele Amari ne La guerra del vespro siciliano, individuò dei documenti che avvalorano la tesi dei soldati angioini a Sperlinga capeggiati da "Petro de Alemanno o Lemanno", resistettero, nel 1283 per quasi un anno all'assedio dell'esercito aragonese. Il Castello, in quel periodo, era di proprietà dello stesso Petro de Lemanno che attese invano gli aiuti angioini, durante la guerra del Vespro. I soldati di Carlo I d'Angiò vi trovarono quindi rifugio, all'interno della sua struttura interamente scavata nella roccia, in cui si avverte la magia di questo luogo e si apprezza il misticismo che lo pervade, è come entrare in un altro mondo, in cui nulla è decorazione e tutto ha un messaggio da raccontare. Ancora ci si chiede come sia stato possibile scavare questa dura roccia per ricavare le diverse stanze che compongono il castello, su cui si tramandano numerose leggende secolari.
Terminato il conflitto, il castello fu assegnato nel 1324 dagli aragonesi alla famiglia Ventimiglia, che lo possedette per oltre due secoli. Il feudo era attraversato dalle trazzere regie che permettevano collegamenti con Messina, Palermo, il monte Altesina ed Enna.
Nel 1597, il Castello di Sperlinga venne comprato dal barone Giovanni Forti o Gianforte Natoli.
Giovanni Forti Natoli, la comprò per 30834 feudi, dal principe di Castelbuono Giovanni Ventimiglia il giorno 29 agosto 1597. Re Filippo IV concesse per lui e per i suoi discendenti, il titolo di principe erigendo nel 1626 la baronia a principato, e il privilegio di "potervi fabbricare terre".
Intorno al castello crebbe un centro commerciale che interessò tutto il territorio circostante. La proprietà passò poi al figlio Francesco Natoli e Orioles.
Da questi nel 1658 venne acquistato dalla famiglia Oneto, duchi di San Silvestro, dal 1666 duchi di Sperlinga insigniti dal re Carlo II di Spagna. La famiglia Natoli mantenne il titolo di principi di Sperlinga anche in seguito alla vendita del castello. Giovanni Stefano Oneto, investito del titolo di duca di Sperlinga, fece erigere a Palermo Villa Sperlinga. Nel 1680 passò al figlio Domenico Oneto e Spatafora che, senza figli, lo lasciò al fratello Francesco Oneto e Spatafora nel 1698.
Nel 1862 passò alla famiglia del barone Nunzio Nicosia, che nel 1973 lo cedette al comune di Sperlinga.
Nel 1932 l'artista Maurits Cornelis Escher visitò Sperlinga realizzando un disegno della grotta del castello.
Da rilevare ancora oggi che all'interno del castello, vi siano escavazioni progettate per funzioni astronomiche, tra cui la gestione della penetrazione del sole nel solstizio di inverno e d'estate e un silos dalle 12 nicchie con funzione di orologio solare.

## Galleria d'immagini

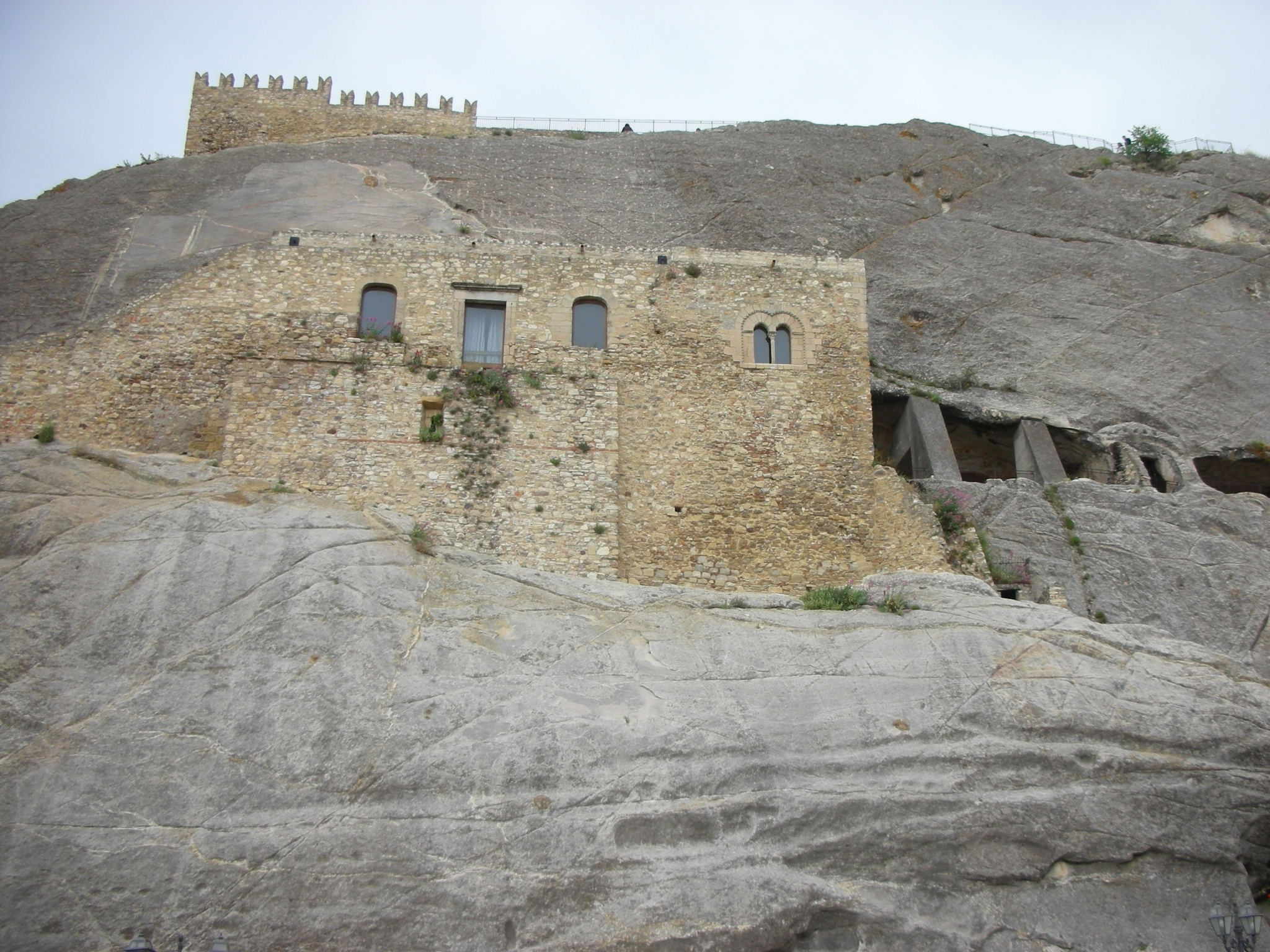
Castello, l'esterno
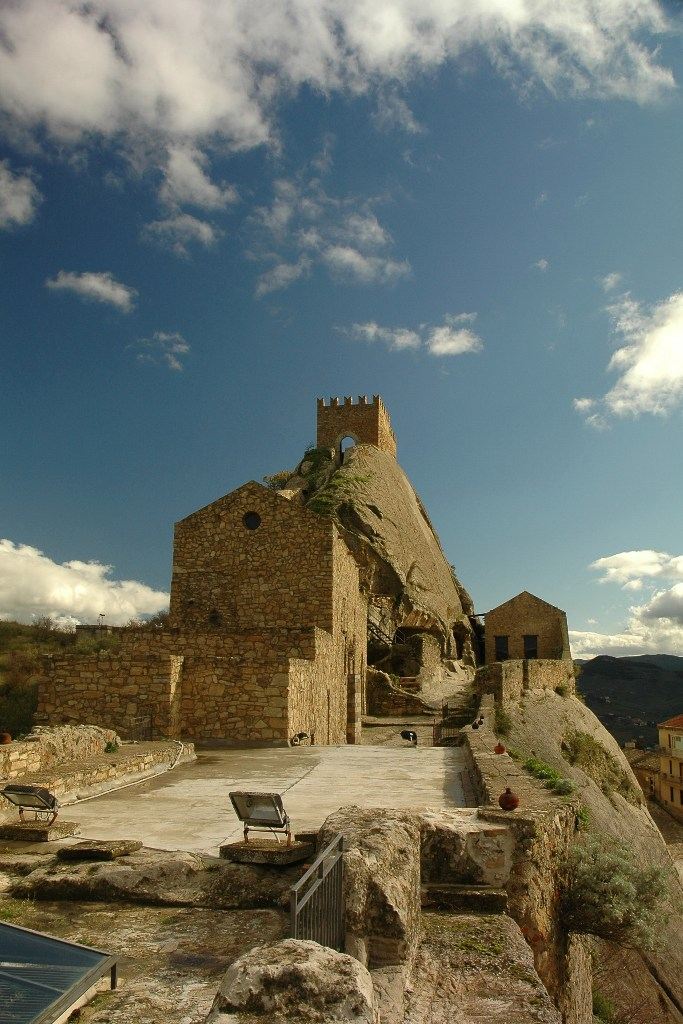
Castello, particolare
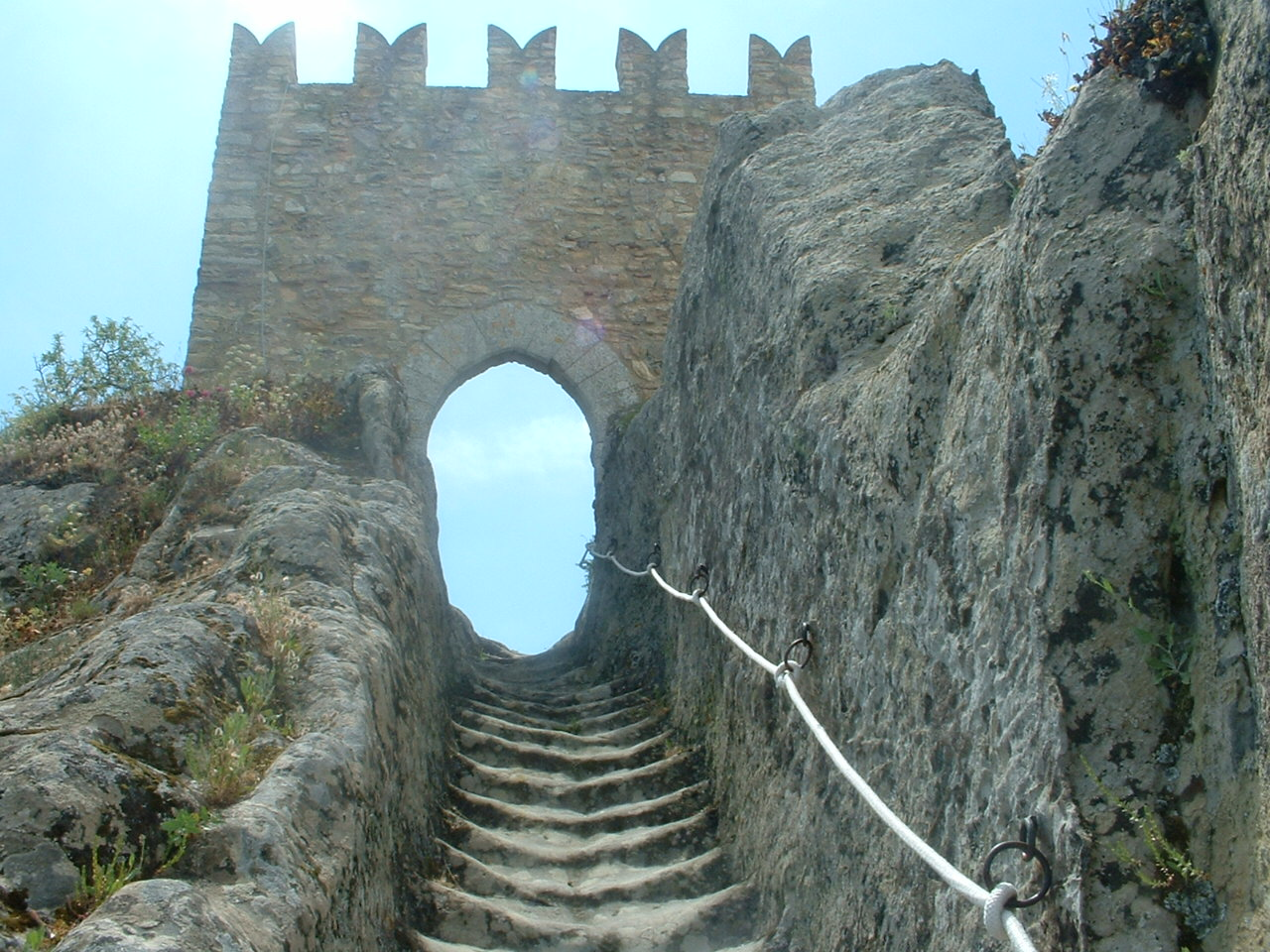
Torre del castello
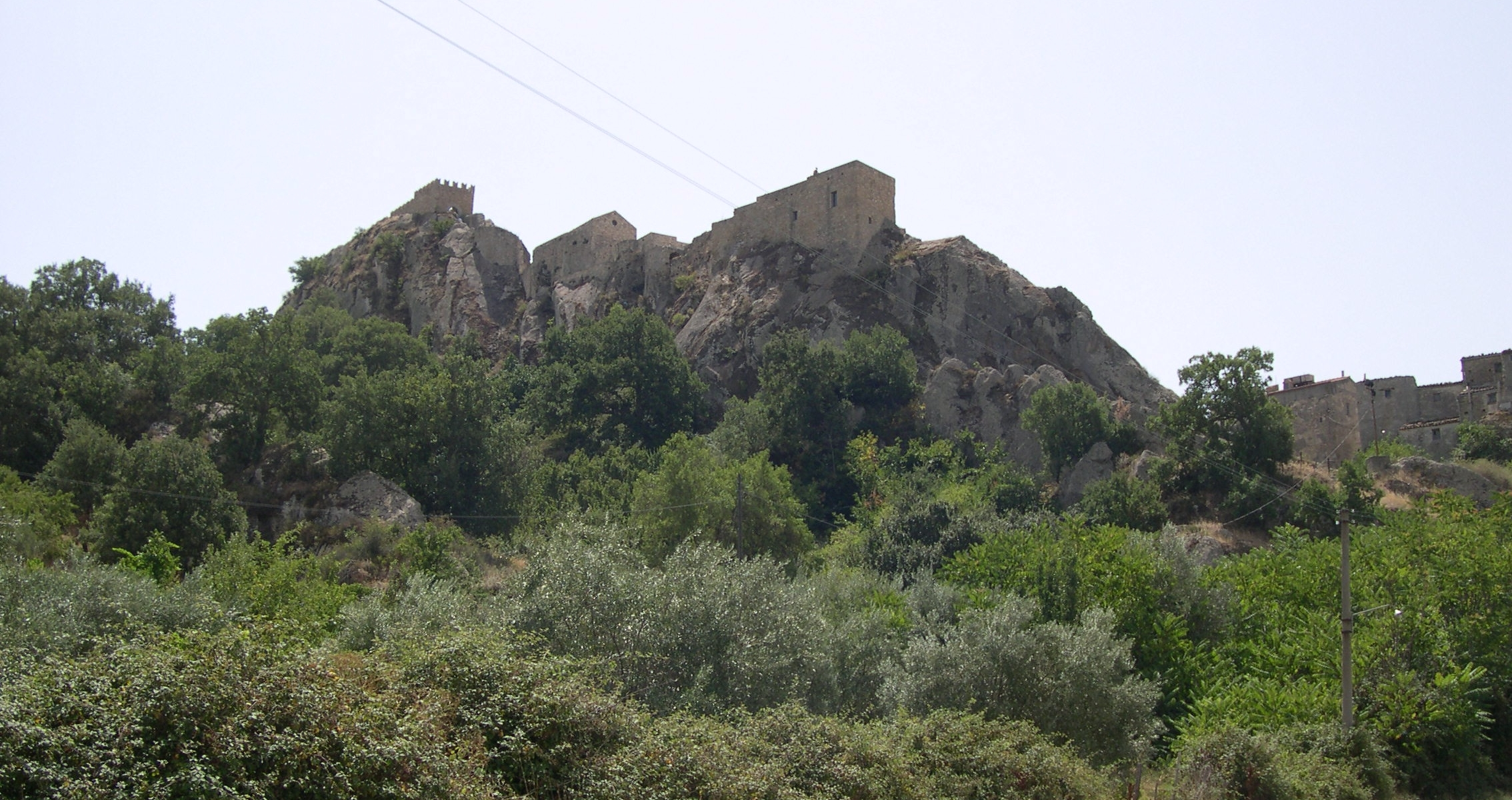
La rocca con il castello